# Лас-Бальш-д'Агіла
Лас-Бальш-д'Агіла́ (кат. Les Valls d'Aguilar) — муніципалітет, розташований в Автономній області Каталонія, в Іспанії. Знаходиться у районі (кумарці) Алт-Уржель провінції Лєйда, згідно з новою адміністративною реформою перебуватиме у складі Баґарії (округи) Ал Пірінеу і Аран.

## Населення
Населення міста (у 2007 р.) становить 314 осіб (з них менше 14 років — 7,3 %, від 15 до 64 — 67,8 %, понад 65 років — 24,8 %). У 2006 р. народжуваність склала 1 особа, смертність — 3 особи, зареєстровано 2 шлюби. У 2001 р. активне населення становило 142 особи, з них безробітних — 9 осіб.
Серед осіб, які проживали на території міста у 2001 р., 278 народилися в Каталонії (з них 217 осіб у тому самому районі, або кумарці), 10 осіб приїхало з інших областей Іспанії, а 37 осіб приїхало з-за кордону.
Університетську освіту має 9,5 % усього населення.
У 2001 р. нараховувалося 124 домогосподарства (з них 34,7 % складалися з однієї особи, 25 % з двох осіб,14,5 % з 3 осіб, 14,5 % з 4 осіб, 4 % з 5 осіб, 4 % з 6 осіб, 0,8 % з 7 осіб, 0 % з 8 осіб і 2,4 % з 9 і більше осіб).
Активне населення міста у 2001 р. працювало у таких сферах діяльності: у сільському господарстві — 18 %, у промисловості — 16,5 %, на будівництві — 15,8 % і у сфері обслуговування — 49,6 %.
У муніципалітеті або у власному районі (кумарці) працює 51 особа, поза районом — 93 особи.

### Безробіття
У 2007 р. нараховувалося 6 безробітних (у 2006 р. — 3 безробітних), з них чоловіки становили 50 %, а жінки — 50 %.

## Економіка

### Підприємства міста

#### Промислові підприємства
| \| Промислові підприємства міста, за сферою діяльності \| Промислові підприємства міста, за сферою діяльності \| Промислові підприємства міста, за сферою діяльності \| \| Рік \| 2002 р. \| 2001 р. \| \| --------------------------------------------------- \| --------------------------------------------------- \| --------------------------------------------------- \| \| Енергетичні та водні ресурси \| 50 % \| 50 % \| \| Хімія та метали \| 0 % \| 0 % \| \| Переробка металів \| 0 % \| 0 % \| \| Продукти харчування \| 25 % \| 25 % \| \| Текстиль \| 0 % \| 0 % \| \| Виробництво меблів, видання \| 25 % \| 25 % \| \| Інше \| 0 % \| 0 % \| \| Усього підприємств \| 4 \| 4 \| |         |         |
| Промислові підприємства міста, за сферою діяльності |         |         |
| Рік | 2002 р. | 2001 р. |
| Енергетичні та водні ресурси | 50 %    | 50 %    |
| Хімія та метали | 0 %     | 0 %     |
| Переробка металів | 0 %     | 0 %     |
| Продукти харчування | 25 %    | 25 %    |
| Текстиль | 0 %     | 0 %     |
| Виробництво меблів, видання | 25 %    | 25 %    |
| Інше | 0 %     | 0 %     |
| Усього підприємств | 4       | 4       |

#### Сфера послуг
| \| Підприємства міста, що працюють у сфері послуг, за діяльністю \| Підприємства міста, що працюють у сфері послуг, за діяльністю \| Підприємства міста, що працюють у сфері послуг, за діяльністю \| \| Рік \| 2002 р. \| 2001 р. \| \| ------------------------------------------------------------- \| ------------------------------------------------------------- \| ------------------------------------------------------------- \| \| Гуртова торгівля \| 0 % \| 0 % \| \| Готелі та готельний бізнес \| 50 % \| 33,3 % \| \| Транспорт та зв'язок \| 33,3 % \| 50 % \| \| Посередницькі фінансові послуги \| 0 % \| 0 % \| \| Послуги підприємствам \| 0 % \| 0 % \| \| Послуги фізичним особам \| 16,7 % \| 16,7 % \| \| Нерухомість та ін. \| 0 % \| 0 % \| \| Усього підприємств \| 6 \| 6 \| |         |         |
| Підприємства міста, що працюють у сфері послуг, за діяльністю |         |         |
| Рік | 2002 р. | 2001 р. |
| Гуртова торгівля | 0 %     | 0 %     |
| Готелі та готельний бізнес | 50 %    | 33,3 %  |
| Транспорт та зв'язок | 33,3 %  | 50 %    |
| Посередницькі фінансові послуги | 0 %     | 0 %     |
| Послуги підприємствам | 0 %     | 0 %     |
| Послуги фізичним особам | 16,7 %  | 16,7 %  |
| Нерухомість та ін. | 0 %     | 0 %     |
| Усього підприємств | 6       | 6       |

## Житловий фонд
У 2001 р. 1,6 % усіх родин (домогосподарств) мали житло метражем до 59 м2, 21,8 % — від 60 до 89 м2, 32,3 % — від 90 до 119 м2 і
44,4 % — понад 120 м2.
З усіх будівель у 2001 р. 20,7 % було одноповерховими, 30,7 % — двоповерховими, 48,7 % — триповерховими, 0 % — чотириповерховими, 0 % — п'ятиповерховими, 0 % — шестиповерховими,0 % — семиповерховими, 0 % — з вісьмома та більше поверхами.

## Автопарк
| \| Автомобілі, зареєстровані у місті, за призначенням \| Автомобілі, зареєстровані у місті, за призначенням \| Автомобілі, зареєстровані у місті, за призначенням \| \| Рік \| 2006 р. \| 2005 р. \| \| -------------------------------------------------- \| -------------------------------------------------- \| -------------------------------------------------- \| \| Приватні автомобілі \| 60,3 % \| 60,2 % \| \| Мотоцикли \| 7,4 % \| 7,1 % \| \| Вантажівки \| 25,7 % \| 27,8 % \| \| Трактори \| 0,8 % \| 0,8 % \| \| Автобуси та ін. \| 5,8 % \| 4,1 % \| \| Усього автомобілів \| 257 шт. \| 241 шт. \| |         |         |
| Автомобілі, зареєстровані у місті, за призначенням |         |         |
| Рік | 2006 р. | 2005 р. |
| Приватні автомобілі | 60,3 %  | 60,2 %  |
| Мотоцикли | 7,4 %   | 7,1 %   |
| Вантажівки | 25,7 %  | 27,8 %  |
| Трактори | 0,8 %   | 0,8 %   |
| Автобуси та ін. | 5,8 %   | 4,1 %   |
| Усього автомобілів | 257 шт. | 241 шт. |

## Вживання каталанської мови
У 2001 р. каталанську мову у місті розуміли 96,2 % усього населення (у 1996 р. — 100 %), вміли говорити нею 90,6 % (у 1996 р. — 99,3 %), вміли читати 87,5 % (у 1996 р. — 91,4 %), вміли писати 49,1 % (у 1996 р. — 26,2 %). Не розуміли каталанської мови 3,8 %.

## Політичні уподобання
У виборах до Парламенту Каталонії у 2006 р. взяло участь 164 особи (у 2003 р. — 167 осіб). Голоси за політичні сили розподілилися таким чином:
| \| Вибори до Парламенту Каталонії \| Вибори до Парламенту Каталонії \| Вибори до Парламенту Каталонії \| \| Рік \| 2006 р. \| 2003 р. \| \| -------------------------------------- \| ------------------------------ \| ------------------------------ \| \| Конвергенція та Єднання (CiU) \| 40,9 % \| 48,5 % \| \| Соціалістична партія Каталонії (PSC) \| 25,6 % \| 29,9 % \| \| Народна партія (PP) \| 3,7 % \| 0 % \| \| Ініціатива за зелену Каталонію (IC) \| 9,8 % \| 4,2 % \| \| Республіканська лівиця Каталонії (ERC) \| 18,9 % \| 16,8 % \| \| Громадянська партія (C's) \| 0,6 % \| 0 % \| \| Інші \| 0,6 % \| 0,6 % \| |         |         |
| Вибори до Парламенту Каталонії |         |         |
| Рік | 2006 р. | 2003 р. |
| Конвергенція та Єднання (CiU) | 40,9 %  | 48,5 %  |
| Соціалістична партія Каталонії (PSC) | 25,6 %  | 29,9 %  |
| Народна партія (PP) | 3,7 %   | 0 %     |
| Ініціатива за зелену Каталонію (IC) | 9,8 %   | 4,2 %   |
| Республіканська лівиця Каталонії (ERC) | 18,9 %  | 16,8 %  |
| Громадянська партія (C's) | 0,6 %   | 0 %     |
| Інші | 0,6 %   | 0,6 %   |

У муніципальних виборах у 2007 р. взяло участь 253 особи (у 2003 р. — 238 осіб). Голоси за політичні сили розподілилися таким чином:
| \| Муніципальні вибори \| Муніципальні вибори \| Муніципальні вибори \| \| Рік \| 2007 р. \| 2003 р. \| \| -------------------------------------- \| ------------------- \| ------------------- \| \| Конвергенція та Єднання (CiU) \| 49,8 % \| 51,3 % \| \| Соціалістична партія Каталонії (PSC) \| 50,2 % \| 48,7 % \| \| Народна партія (PP) \| 0 % \| 0 % \| \| Ініціатива за зелену Каталонію (IC) \| 0 % \| 0 % \| \| Республіканська лівиця Каталонії (ERC) \| 0 % \| 0 % \| \| Громадянська партія (C's) \| 0 % \| 0 % \| \| Інші \| 0 % \| 0 % \| |         |         |
| Муніципальні вибори |         |         |
| Рік | 2007 р. | 2003 р. |
| Конвергенція та Єднання (CiU) | 49,8 %  | 51,3 %  |
| Соціалістична партія Каталонії (PSC) | 50,2 %  | 48,7 %  |
| Народна партія (PP) | 0 %     | 0 %     |
| Ініціатива за зелену Каталонію (IC) | 0 %     | 0 %     |
| Республіканська лівиця Каталонії (ERC) | 0 %     | 0 %     |
| Громадянська партія (C's) | 0 %     | 0 %     |
| Інші | 0 %     | 0 %     |